# Dário Saadi
Dário Jorge Giolo Saadi (Pedregulho, 30 de maio de 1963) é um político brasileiro e médico urologista, filiado ao partido brasileiro Republicanos. É prefeito de Campinas.

## Biografia
Nascido no município de Pedregulho, na região da cidade de Franca, a família de Dário, de origem libanesa, era de pequenos produtores de café, sendo que as mudas que formavam a lavoura na propriedade da família saíam do Instituto Agronômico de Campinas (IAC). Esse fator for determinante para que ele se mudasse para Campinas, em 1982, para estudar Medicina na PUC-Campinas, onde se especializou em Urologia.
Teve sua primeira oportunidade na gestão pública quando aos 29 anos, foi convidado pelo então prefeito Magalhães Teixeira para assumir a presidência do Hospital Municipal Mário Gatti entre os anos de 1993 a 1994. Neste período, instalou a UTI pediátrica, a enfermaria de Aids e implantou a Residência Médica. 

## Carreira política
Início sua carreira política em 1995, quando foi eleito suplente de vereador em Campinas. Nos anos seguintes, alcançou o cargo de vereador por quatro mandatos consecutivos, tornando-se presidente da Câmara Municipal de Campinas em 2005 e 2006.
Em 2015, assumiu a Secretaria Municipal de Esportes e Lazer da cidade.

### Prefeitura de Campinas

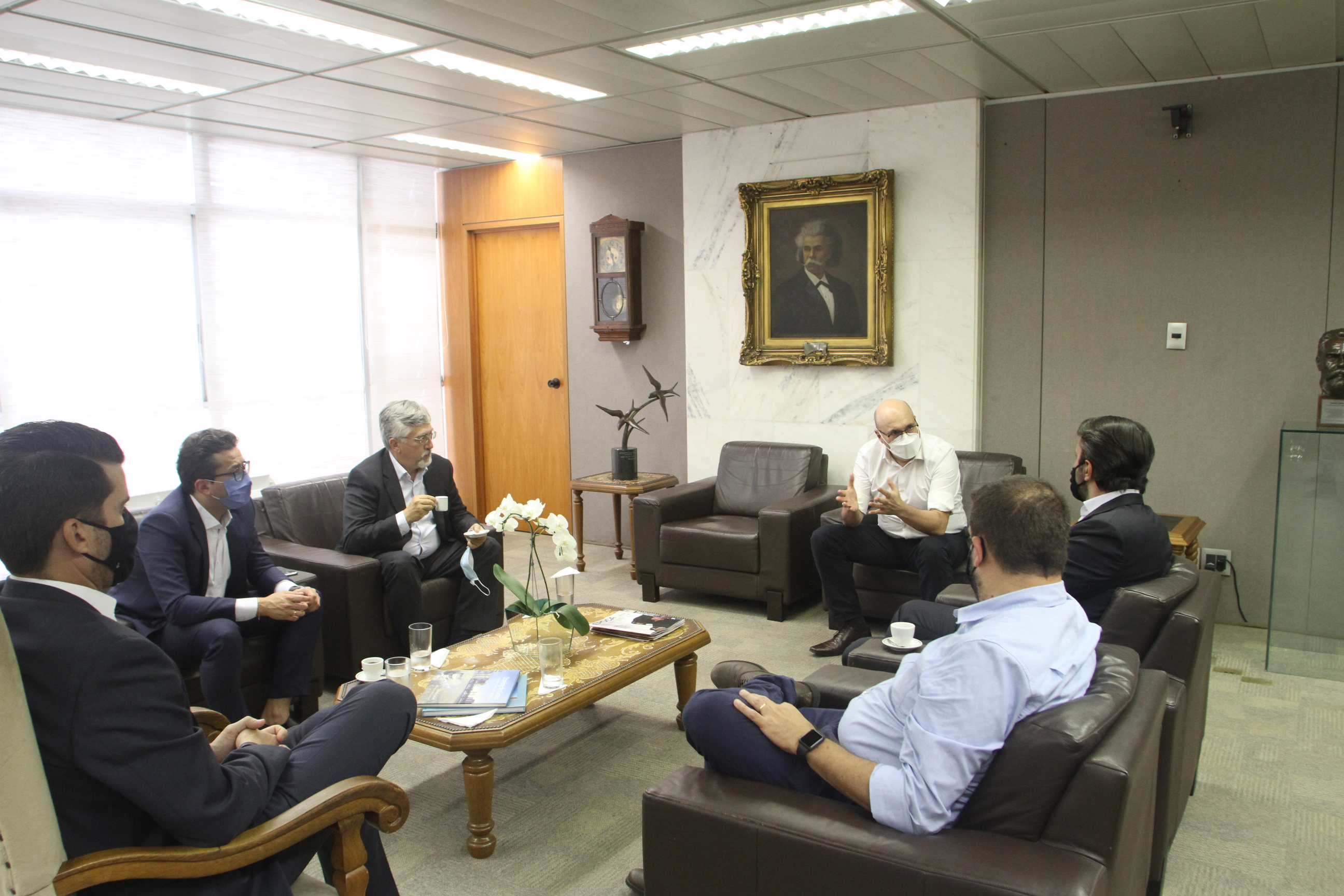
Atuação enquanto prefeito de Campinas em 2021.

Em 29 de novembro de 2020, foi eleito prefeito de Campinas pelo partido Republicanos, com o apoio de diversas legendas. Sua vitória nas urnas foi expressiva, conquistando 57% dos votos válidos no segundo turno, após ter obtido 25,7% dos votos no primeiro turno.
Em 2024 foi reeleito para o mandato 2025-2028, no primeiro turno, com 66,7% dos votos válidos (355.800 votos).

### Programa de casas populares

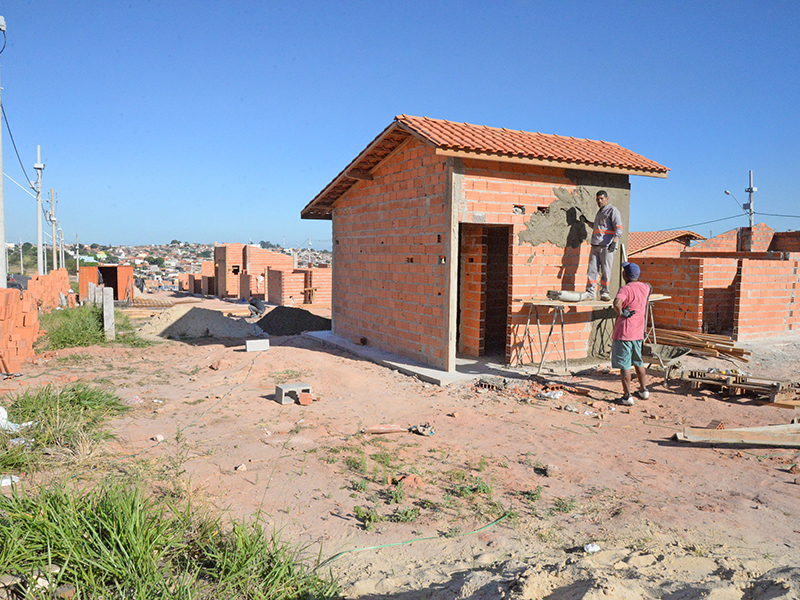
Casas do Residencial Mandela Vive localizadas na região do Ouro Verde

Em 2023, durante a gestão de Saadi na prefeitura de Campinas, foi anunciada a construção de casas populares para os moradores da Ocupação Mandela Vive, próxima ao Aeroporto de Viracopos, onde vivem cerca de 450 pessoas.O programa foi fruto de um acordo entre a Prefeitura, o Ministério Público e os próprios moradores e previa 116 casas de 15 m² para cada família, além de infraestrutura completa de asfalto, água, esgoto e iluminação. Os imóveis, em terrenos com área de 50 m², seriam apenas embriões que poderiam ser ampliados posteriormente. Cada unidade custará, para seus moradores, R$ 132 mensais, pelo prazo de 300 meses.
Apesar das dificuldades, alguns líderes da ocupação expressaram alívio com o projeto de Saadi, pois a Justiça determinou a reintegração de posse no terreno da ocupação e essas pessoas ficariam sem moradia. Membros de outros movimentos sem-teto reuniram-se na Câmara dos Vereadores para cobrar a construção de projetos semelhantes, ainda que as casas de 15 m² tenham sido classificadas como "absurdas" por especialistas. Saadi acusou os críticos de fazerem parte da "esquerda lacradora" e de "buscar atrapalhar o trabalho de quem faz algo para ajudar a população", disse que as instalações de 15 m² seriam "embriões" a serem ampliados pelos moradores e construídos em conjunto com o Poder Judiciário.
O jornalista Jorge Pontual, da GloboNews, fez uma comparação entre o projeto de Saadi e o programa Minha Casa, Minha Vida. Luiz Inácio Lula da Silva, que assistia à transmissão, telefonou à Globo News para explicitar que o programa não tinha relação com o governo federal, e que pertencia à prefeitura de Campinas. Posteriormente, o presidente da República, Luiz Inácio Lula da Silva, teceu críticas ao projeto de Saadi: "daqui a pouco estaremos construindo poleiros para que o povo possa morar". Também afirmou que Saadi não é um "cara humano". O prefeito de Campinas rebateu as críticas, disse que "humano não é mentir" e afirmou tentar suprir as necessidades das famílias, na iminência da reintegração de posse. A Ocupação Mandela vive divulgou nota em defesa ao prefeito, afirmando que não houve a mesma repercussão quando foi expedida a ordem de despejo contra os moradores, disse que há possibilidade dos "embriões" serem expandidos futuramente. A Frente Nacional dos Prefeitos divulgou nota de solidariedade ao prefeito de Campinas.

## Vida pessoal
Além de sua carreira política, Dário Saadi é conhecido por sua vida pessoal discreta. Declarou-se solteiro no registro eleitoral e é pai de dois filhos.